# La Turba
La Turba è una sacra rappresentazione del Venerdì Santo che si svolge a Cantiano in provincia di Pesaro e Urbino.

## Evoluzione storica
La Turba trae origine, anche se non direttamente, dai movimenti popolari di invocazione alla pace che si diffusero in terra di Marche ed Umbria intorno alla metà del XIII secolo, portati sulle strade e nelle piazze dalle genti più umili e in condizioni di miseria, stanche delle continue lotte tra guelfi e ghibellini.
La tradizione locale, la farebbe risalire come movimento espiatorio a prima ancora dell'anno Mille, al carisma di san Domenico Loricato, nativo di Luceoli, l'odierna Cantiano, monaco eremita dell'importante cenobio appenninico di Fonte Avellana, che fu discepolo di San Pier Damiani e che si disciplinava continuamente passando per gli eremi limitrofi, intorno al Catria.
Nella tradizione storica si narra invece che, per rivelazione divina ricevuta da un giovanetto o da un eremita umbro, probabilmente Raniero Fasani - la questione è ancora incerta - che anticipava un gravissimo imminente flagello dal Cielo a causa delle colpe accumulate dai guerreggianti di ogni parte, si diffondesse nel 1260 tra il popolo intorno a Perugia l'ispirata esortazione al sacrificio ed alla penitenza per scongiurare la minaccia incombente. Uomini e donne di ogni età si riunirono in processioni ed invocando la santa intercessione della Vergine Madre di Dio, presero a percorrere le strade dell'Umbria spingendosi a nord, attraverso le Marche, fino in Romagna.
“ … L'un popolo processionalmente, talora fino al numero di dieci e ventimila persone, si portava alla città vicina, e quivi nella Cattedrale si disciplinava a sangue, gridando misericordia a Dio e pace tra la gente. Commosso il popolo di quest'altra città andava poscia all'altra, dilanierà che non passo il verno che si dilatò una tal novità anche oltremonte e giunse in Provenza e Germania …”
Anche Cantiano accolse in quell'anno 1260 la “turba” dei penitenti ed imploranti di ogni età e condizione che, in povertà di abiti o seminudi, nella luce incerta e tremula delle torce, accompagnati dai canti del Miserere procedevano nella sofferenza e nella redenzione, battendosi e flagellandosi, implorando il perdono, invocando la pace e la fratellanza. Si formò così anche a Cantiano la Compagnia dei Battuti, detti anche Disciplinati che, al fine di tramandare la devozione, si rifece nel tempo al supremo esempio di penitenza e sacrificio: la Passione e Morte di Nostro Signore Gesù Cristo.
Riformata intorno al 1440 per volontà di San Bernardino da Siena - in quegli anni presente nel Ducato d'Urbino - prese il nome di Compagnia del Buon Gesù; veniva disposto nelle sue regole che il mattino del venerdì Santo i fratelli si preparassero “ … a gire col sacho per le chiese in memoria de la passione de Christo … ”. 
Nello sviluppo della processione, che con il tempo accolse la figura di Cristo insieme a quelle degli attori nel ruolo dei personaggi biblici principali della Passione e dell'intera Storia della Salvezza, prese corpo la Sacra Rappresentazione della Passione con la ripetizione delle ritualità, dei personaggi, dei dialoghi, dell'azione. 
Nacque così, nell'ordine immutabile di Gesù e dei Ladroni, dei Sacerdoti e dei Soldati, la sfilata scenica che ancora oggi per ricordare le antiche origini viene chiamata “Turba”.
La Turba di Cantiano non ha conosciuto interruzioni lungo i secoli, tranne che durante l'ultimo periodo bellico, crescendo sempre ed arricchendosi negli anni. Importanti innovazioni nella messinscena sono dovute a Dante Bianchi che, nel 1940, introdusse le scene e la teatralità dell'azione e dei linguaggi; nel 1954, Carlo Vadi, regista pesarese riorganizzò la rappresentazione, ispirandosi ai colossal americani, inserendo truccatori, scenografi e costumisti. Nel 1960 vennero noleggiati i primi costumi per i soldati romani presso gli Studi Cinematografici di Cinecittà che, negli anni successivi, vennero acquistati. Si diede così l'impronta e l'avvio alle edizioni di grande effetto scenografico che, sempre aggiornate e migliorate, richiamano a Cantiano la sera del venerdì Santo spettatori sempre più numerosi e di provenienze più disparate e la crescente attenzione dei media nazionali. Questa manifestazione è molto sentita dai cantianesi, che passano gran parte dell'anno a preparare scene, abiti e dialoghi.

## La Turba oggi
Negli anni la Turba ha conseguito importanti riconoscimenti, quali il Patrocinio del Ministero dei beni culturali e della Pontificia Commissione per i beni culturali della Chiesa. Fa parte di EuroPassion, l'Associazione che raccoglie le più importanti e datate Sacre Rappresentazioni d'Europa. Di fatto rappresenta quindi una delle più antiche, suggestive ed articolate Sacre rappresentazioni della penisola italiana.